# Endeavour (serie de televisión)
Endeavour es una serie de televisión estrenada el 2 de enero del 2012 por las cadenas ITV, STV y UTV. La serie es la precuela de la serie de televisión Inspector Morse y está basada en los personajes creados por el escritor Colin Dexter.
La serie sigue al joven Endeavour Morse durante el inicio de su carrera como detective de la policía de la ciudad de Oxford.
Ha contado con la participación invitada de actores como Jonathan Hyde, Genevieve O'Reilly, Richard Dillane, Andrew Gower, Maimie McCoy, Sam Reid, Liam Garrigan, David Oakes, James Wilby, Geoffrey Streatfeild, Luke Allen-Gale, Lex Shrapnel, Danny Webb, Martin Jarvis, Gordon Kennedy, William Houston, Jamie Blackley, John Light, Jemima West, entre otros...
En febrero del 2016 se anunció que la serie había sido renovada para una cuarta temporada.
En marzo de 2018, se anunció la renovación de la serie para una sexta temporada que se emitió en 2019.

## Historia
Ambientada en 1965 en Oxford, Inglaterra, la serie se centra en el inicio de la carrera del joven detective Endeavour Morse, quien después de haber dejado sus estudios en el "Lonsdale College" de la Universidad de Oxford durante su tercer año sin haber obtenido ningún título, sirve durante un corto período en el Cuerpo de Transmisiones del Ejército y luego se une a la policía de Carshall-Newtown. Sin embargo después de haber sido transferido a la CID luego de haber pasado dos años como un agente de la policía, el joven detective pronto se desilusiona de la policía y comienza a escribir una carta de dimisión, sin embargo antes de que pueda hacerlo es enviado junto a otros detectives de la policía de Carshall-Newton a la comisaría de policía de Cowley de la ciudad de Oxford para ayudar a investigar la desaparición de una joven.
Cuando presenta su renuncia, el veterano detective inspector Fred Thursday y superior de Morse ve en él a un detective "nuevo" en el que puede confiar y lo convierte en su aprendiz. Morse acepta y comienza a trabajar con la policía de Cowley.

## Personajes

### Personajes principales
| Actor            | Personaje               | Ocupación                           | Episodios | Duración        |
| ---------------- | ----------------------- | ----------------------------------- | --------- | --------------- |
| Shaun Evans      | DC. Endeavour Morse     | Detective                           | 23        | 2012 - presente |
| Roger Allam      | DI. Fred Thursday       | Detective Inspector                 | 23        | 2012 - presente |
| James Bradshaw   | Dr. Max DeBryn          | Doctor / Patólogo                   | 23        | 2012 - presente |
| Anton Lesser     | PCS. Reginald Bright    | Superintendente en Jefe             | 22        | 2013 - presente |
| Sean Rigby       | DS. James "Jim" Strange | Detective Sargento                  | 22        | 2013 - presente |
| Abigail Thaw     | Dorothea Frazil         | Editora de la Revista "Oxford Mail" | 15        | 2012 - presente |
| Caroline O'Neill | Win Thursday            | -                                   | 19        | 2013 - presente |
| Jack Bannon      | Sam Thursday            | -                                   | 9         | 2013 - presente |
| Sara Vickers     | Joan Thursday           | -                                   | 17        | 2013 - presente |

### Antiguos personajes principales
| Actor                | Personaje             | Ocupación          | Episodios | Duración    | Estado | Causa                                                                      |  |
| -------------------- | --------------------- | ------------------ | --------- | ----------- | ------ | -------------------------------------------------------------------------- |  |
| Jack Laskey          | DS. Peter Jakes       | Detective Sargento | 10        | 2013 - 2016 | Vivo   | renunció a la fuerza policíaca y se mudó a los Estados Unidos con su novia |  |
| Shvorne Marks        | Monica Hicks          | Enfermera          | 7         | 2014 - 2017 | -      | -                                                                          |  |
| Dakota Blue Richards | WPC. Shirley Trewlove | Policía            | 13        | 2016 - 2018 | Viva   | Pidió traslado al Yard                                                     |  |

### Antiguos personajes recurrentes
| Actor         | Personaje        | Ocupación                            | Episodios | Duración | Estado | Causa                                                                  |
| ------------- | ---------------- | ------------------------------------ | --------- | -------- | ------ | ---------------------------------------------------------------------- |
| Simon Kunz    | DI. Bart Church  | Detective Inspector                  | 2         | 2014     | Vivo   | posiblemente obligado a retirarse debido a la corrupción de la policía |
| Laurence Fox  | Rupert Standish  | Jefe de Policía                      | 1         | 2014     | Muerto | asesinado por Clive Deare                                              |
| James Wilby   | ACC. Clive Deare | Subdirector de la Policía (corrupto) | 1         | 2014     | Vivo   | arrestado                                                              |
| Rachel D'Arcy | Lila Pilgrim     | Cantante del Club                    | 1         | 2013     | Viva   | -                                                                      |

## Episodios
La serie cuenta con 35 episodios totales hasta 2023, en 9 Temporadas.
- Episodio especial: 1 episodio PILOTO emitido en ITV, desde 2 de enero de 2012
- Temporada 1:  4 episodios emitidos en ITV, desde 14 de abril de 2013 ("Girl", "Fugue", "Rocket", "Home")
- Temporada 2:  4 episodios emitidos en ITV, desde 30 de marzo de 2014 ("Trove", "Nocturne", "Sway", "Neverland")
- Temporada 3:  4 episodios emitidos en ITV, desde 3 de enero de 2016 ("Ride", "Arcadia", "Prey", "Coda")
- Temporada 4:  4 episodios emitidos en ITV, desde 8 de enero de 2017 ("Game", "Canticle", "Lazaretto", "Harvest")
- Temporada 5:  6 episodios emitidos en ITV, desde 4 de febrero de 2018 ("Muse", "Cartouche", "Passenger", "Colours", "Quartet", "Icarus")
- Temporada 6:  4 episodios emitidos en ITV, desde 10 de febrero de 2019 ("Pylon", "Apollo", "Confection", "Degüello")
- Temporada 7:  3 episodios emitidos en ITV, desde 9 de febrero de 2020 ("Oracle", Raga", "Zanana")
- Temporada 8:  3 episodios emitidos en ITV, desde 12 de septiembre de 2021 ("Striker", "Scherzo", "Terminus")
- Temporada 9:  3 episodios emitidos en ITV, desde 23 de febrero desde 2023 ("Prelude", "Uniform", "Exeunt"). Fin de serie.

## Premios y nominaciones
| Año  | Categoría                           | Premio          | Nominados (as) | Resultado |
| ---- | ----------------------------------- | --------------- | -------------- | --------- |
| 2014 | Best Miniseries Made for Television | Satellite Award | Endeavour      | Nominado  |
| 2014 | Best Leading Actor                  | Dagger Award    | Shaun Evans    | Nominado  |
| 2013 | Best Supporting Actor               | Dagger Award    | Roger Allam    | Nominado  |

## Producción
La serie es producida por Dan McCulloch y cuenta con la colaboración de los productores ejecutivos Michele Buck Damien Timmer de "Mammoth Screen" y Rebecca Eaton "Masterpiece". Las compañías productoras "Mammoth Screen" y "Masterpiece" en coproducción con los ITV Studios son los encargados de distribuir la serie.
La música de la serie está a cargo de Barrington Pheloung.
La duración de los episodios es de 90 minutos aproximadamente, el episodio piloto tuvo una duración de 98 minutes.
Las filmaciones de la serie se establecen principalmente en Oxford.
Después de que una película para la televisión fuera estrenada el 2 de enero del 2012, la cadena ITV ordenó la primera serie de cuatro episodios, las filmaciones comenzaron en el verano del 2012 y fue emitida del 14 de abril del 2013 al 5 de mayo del mismo año. 
Debido al éxito de la primera temporada, el 5 de junio del 2013 se anunció que la serie había sido comisionada para una segunda temporada de cuatro episodios, las filmaciones comenzaron en Oxford en septiembre del mismo año y fue transmitida del 30 de mayo del 2014 hasta el 20 de abril del 2014.
El 24 de septiembre del 2014 se anunció que la serie había sido renovada para una tercera temporada, la cual fue transmitida del 3 de enero del 2016 hasta el 24 de enero del mismo año.
En febrero del 2016 se anunció que la serie había sido renovada para una cuarta temporada. Tras el éxito de la quinta temporada emitida en 2018 se anunció una sexta temporada que se emitió en 2019 y se grabó a finales de 2018.

### Emisión en otros países
| País           | Título                 | Cadenas/Línea | Fecha de Inicio                          | Fecha de Finalización                |
| -------------- | ---------------------- | ------------- | ---------------------------------------- | ------------------------------------ |
| Bélgica        | -                      | -             | 25 de mayo de 2013 1 de junio de 2013    | -                                    |
| China          | -                      | -             | 2 de diciembre de 2015                   | -                                    |
| Dinamarca      | Unge Morse             | -             | 3 de marzo de 2014                       | -                                    |
| Estados Unidos | -                      | -             | 1 de julio de 2012 7 de julio de 2013    | -                                    |
| Finlandia      | Nuori Morse            | -             | -                                        | -                                    |
| Francia        | Les Enquêtes de Morse  | France 3      | 26 de enero de 2013 2 de febrero de 2014 | 7 de mayo de 2023 21 de mayo de 2023 |
| Japón          | -                      | -             | 31 de agosto de 2013                     | -                                    |
| Noruega        | Unge inspektør Morse   | -             | -                                        | -                                    |
| Países Bajos   | -                      | -             | 29 de mayo de 2013 5 de junio de 2013    | -                                    |
| Reino Unido    | -                      | -             | 2 de enero de 2012 14 de abril de 2013   | -                                    |
| Rusia          | Молодой Морс           | -             | -                                        | -                                    |
| Suecia         | Unge kommissarie Morse | -             | 13 de abril de 2013 30 de abril de 2013  | -                                    |